# Đàn Bằng Chi
Đàn Bằng Chi (chữ Hán: 檀凭之, ? – 27 tháng 3, 404), tự Khánh Tử, người Kim Hương, Cao Bình , tướng lãnh cuối đời Đông Tấn, tử trận khi tham gia phản kháng Hoàn Huyền.

## Cuộc đời và sự nghiệp
Bằng Chi từ nhỏ đã tỏ ra có trí tuệ và sức mạnh. Gia đình hòa thuận, được đương thời khen ngợi. Có người anh họ mất sớm, Bằng Chi dưỡng dục cả năm đứa con côi là anh em Đàn Thiều.
Ban đầu, Bằng Chi làm Hội Kê vương Phiêu kỵ hành tham quân, được chuyển làm Trường lưu tham quân cho Hoàn Tu, lãnh Đông Hoàn thái thú, gia Ninh viễn tướng quân. Bằng Chi cùng Lưu Dụ có tình láng giềng , lại mấy lần cùng nhau tham gia đánh dẹp nghĩa quân Thiên Sư đạo, tình nghĩa rất thân thiết. Khi Lưu Dụ chuẩn bị khởi nghĩa ở Kinh Khẩu (404), Bằng Chi và Lưu Nghị đều lấy cớ chịu tang phải rời chức vụ, mặc áo gai đến tham dự. Tuy tài năng của Bằng Chi xếp sau Lưu Nghị, nhưng quan chức và tiếng tăm vượt trội, nên Lưu Dụ lấy ông làm Kiến vũ tướng quân. Cận kề thời điểm khởi nghĩa, Lưu Dụ thường cùng Hà Vô Kỵ, Ngụy Vịnh Chi gặp gỡ tại nhà của Bằng Chi.
Ngày ất mão tháng 2 ÂL năm Nguyên Hưng thứ 3 (24/3/404) , Lưu Dụ khởi nghĩa, giết Từ Châu thứ sử Hoàn Tu, chiếm cứ Kinh Khẩu. Ngày mậu ngọ tháng 3 ÂL (27/3) , tướng của Hoàn Huyền là Hoàng Phủ Phu đến La Lạc kiều. Bằng Chi theo Lưu Dụ ứng chiến, nắm riêng một cánh quân, thua trận, bị giết.
Sau khi Lưu Dụ tiến vào Kiến Khang, tặng Bằng Chi chức Ký Châu thứ sử. Năm Nghĩa Hi đầu tiên (405), được gia tặng Tán kỵ thường thị, quan chức như cũ, phong Khúc A huyện công, thực ấp 3000 hộ.

## Dật sự
Vào lúc sắp khởi nghĩa, có người quận Tấn Lăng là Vi tẩu (ông già) – vốn giỏi xem tướng – gặp Bằng Chi, cả sợ nói: “Anh có cái vạ binh đao đến rất gần, xảy ra chỉ sau 3, 4 ngày nữa. Hãy lánh mình để tránh đi, không nên xem nhẹ mà ra ngoài.” Quả nhiên ứng nghiệm.

## Gia quyến
Sử cũ không chép người con nào của Bằng Chi được kế tự, chỉ chép về một người con khác là Đàn Hòa Chi từng cầm quân trấn áp Lâm Ấp.
Trong 5 người cháu trai mà Bằng Chi dưỡng dục thì Đàn Thiều, Đàn Chi, Đàn Đạo Tế có truyện trong Tống thư; Đạo Tế là người nổi danh nhất.